# Finlands mö

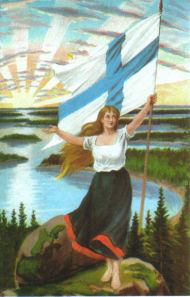
Finlands mö i finskt landskap med finsk flagga.

Finlands mö (finska: Suomi-neito) är en poetisk nationspersonifikation för Finland, på samma sätt som Moder Svea står för Sverige, Britannia för Storbritannien, Marianne för Frankrike och Columbia för USA.
Finlands mö framställs ofta som en ung kvinna i vit eller blå-vit klänning och barfota, blond och blåögd. Från början kallades hon ofta Aura efter Aura å som mynnar ut vid Åbo, Finlands traditionella lärdomscentrum. Aura förekommer i Pehr Henrik Lings dikt "Gylfe" från 1810. Den finns också hos Johan Ludvig Runeberg som benämner Kungliga Akademien i Åbo Auras lärosalar.
Finlands mö kan också hänvisa till Finlands statsgränser, liknande en kvinna med en uppsträckt arm (två armar innan mellanfreden i Moskva), sitt huvud och sin klänning.
Finlands mö har ofta framställts som dotter eller yngre syster till Moder Svea, Sveriges nationalpersonifikation.

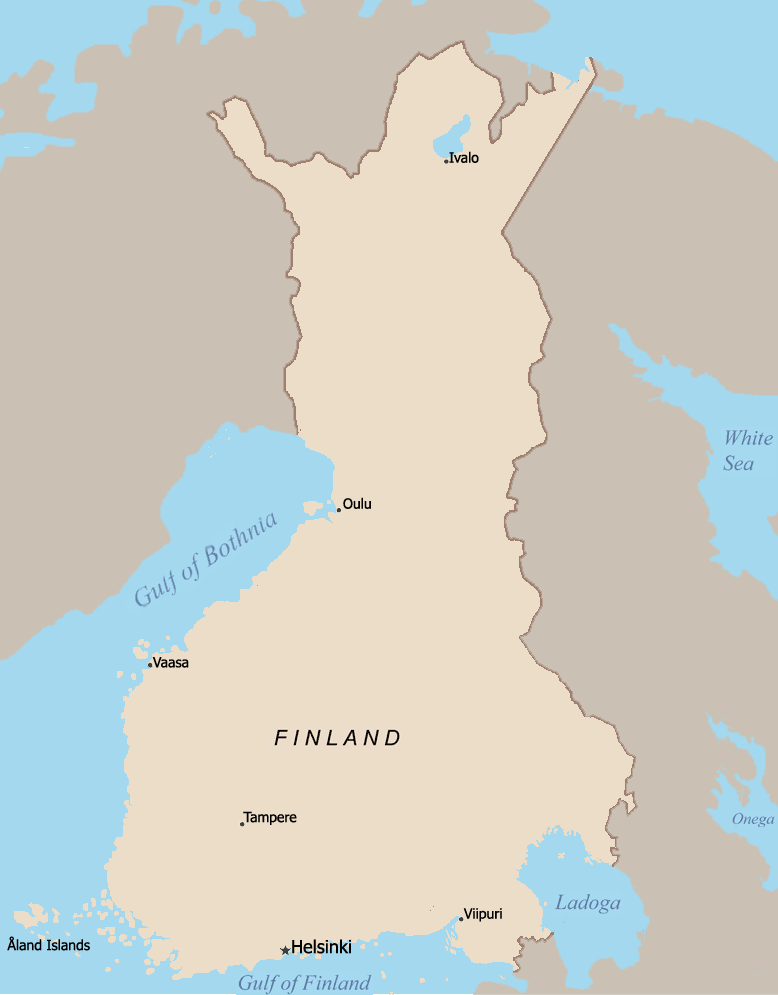
Finland mellan 1920 och 1940, med två "uppsträckta armar".